# 플로리아나 리마
플로리아나 리마(Floriana Lima, 1981년 5월 26일 ~ )는 미국의 배우이다.

## 영화, TV 출연
- 터미네이터: 사라 코너 연대기
- 내가 그녀를 만났을 때
- 마이 온 워스트 에너미
- 고스트 위스퍼러
- 앨리슨 스토너
- 멜로즈 플레이스 (2009년 드라마)
- 하우스 (드라마)
- 인 플레인 사이트
- 더 나인 라이브즈 오브 클로이 킹
- 몹 닥터
- 하와이 파이브-0
- 사이크
- CSI: 과학수사대
- 더 패밀리 (드라마)
- 리썰 웨폰 (드라마)
- 슈퍼걸 (드라마)
- 퍼니셔 (드라마)
- 어 밀리언 리틀 씽즈